# St. Peter und Paul (Niederwillingen)

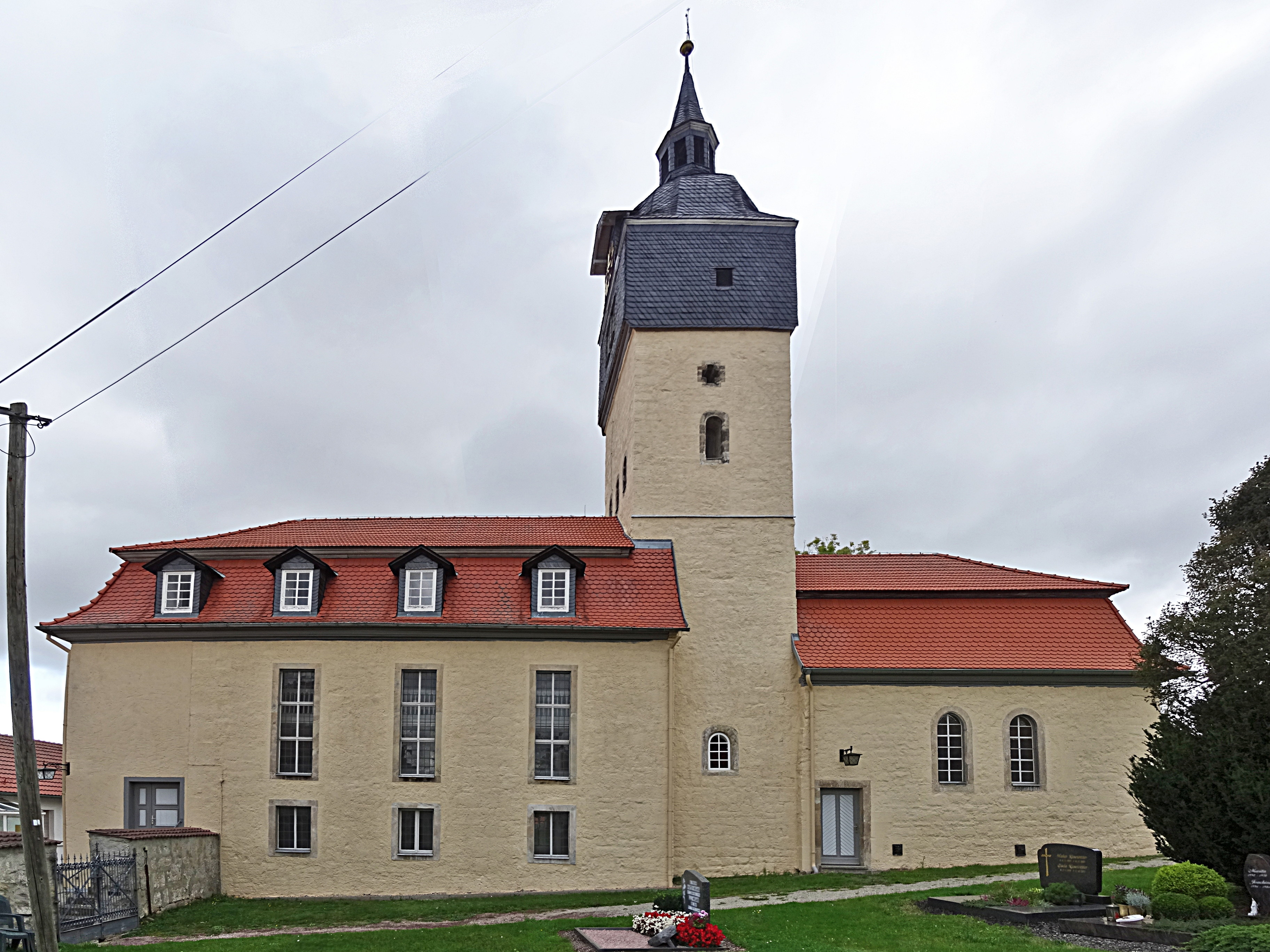
Die Kirche St. Peter und Paul

Die evangelische Dorfkirche St. Peter und Paul steht im Ortsteil Niederwillingen der Stadt Stadtilm im Ilm-Kreis in Thüringen.

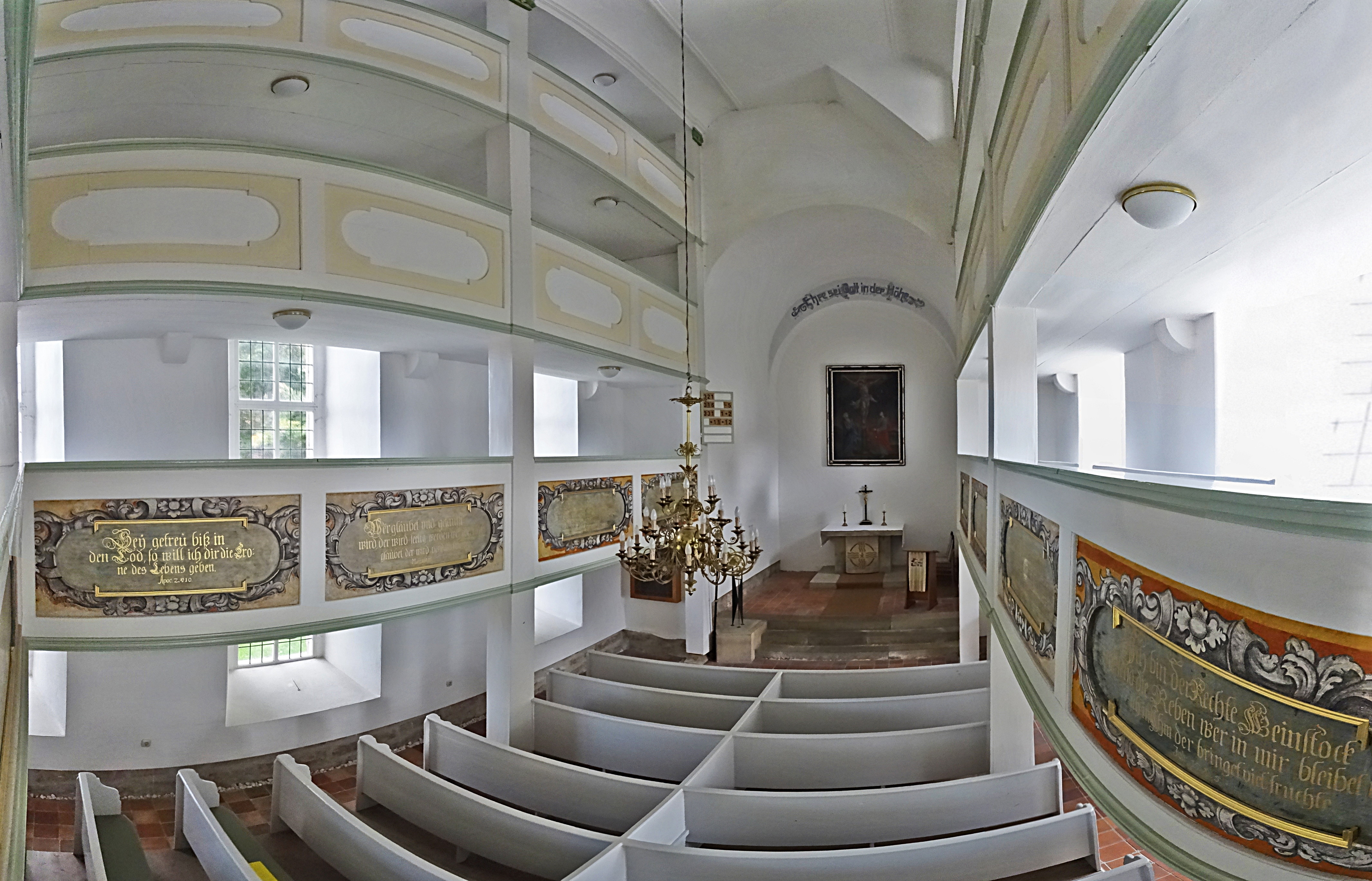
Innenansicht

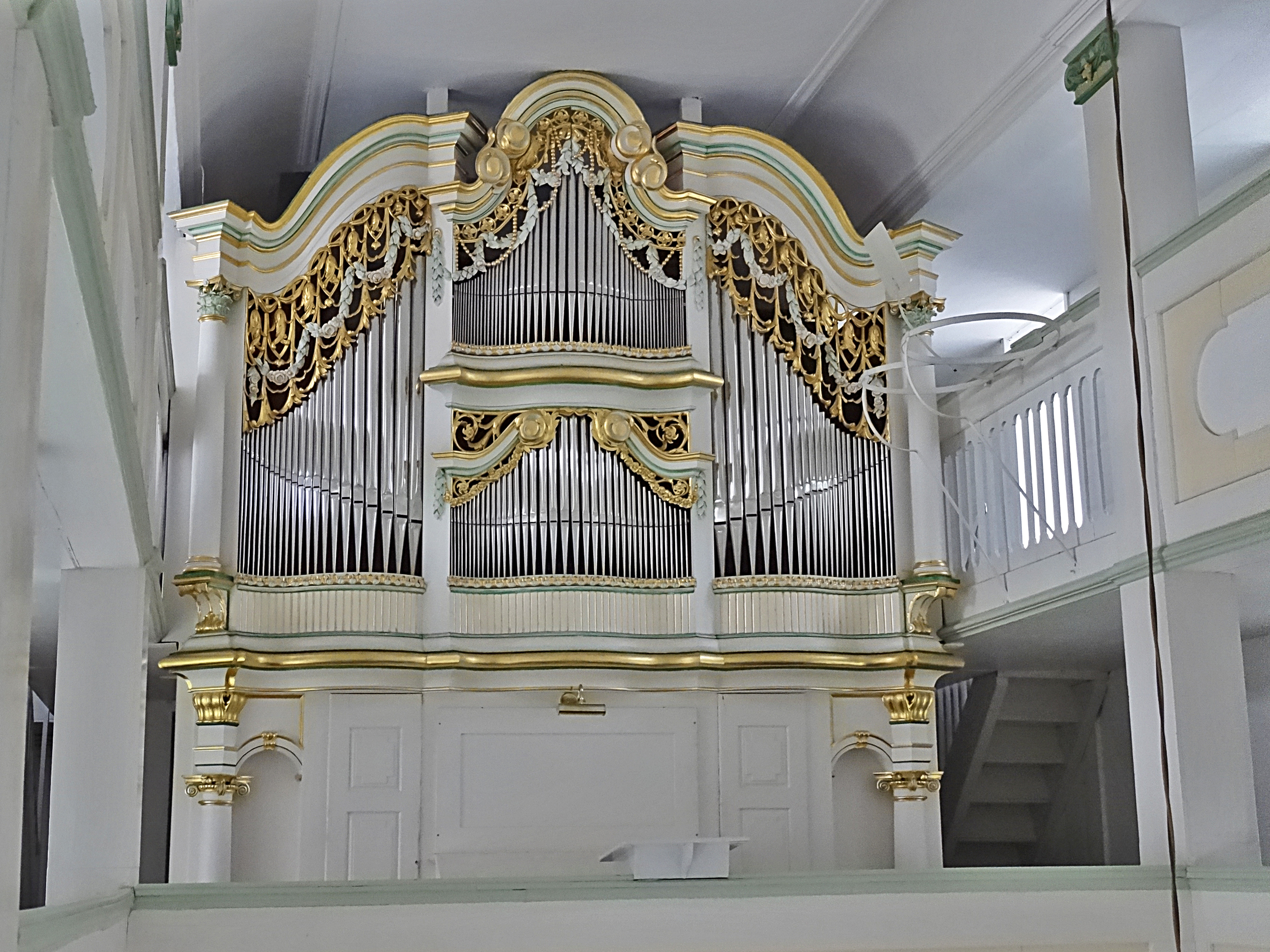
Eifert-Orgel

## Geschichte
Die Dorfkirche ist romanischen Ursprungs und erhielt ihre heutige Gestalt 1786 durch eine Verlängerung des Kirchenschiffs. Über die Zeit vorher fehlen die Informationen.
In den Zeiten der DDR verschlechterte sich der bauliche Zustand der Kirche, sie wurde nach 1990 saniert. Auch die Kreuzigungsdarstellungen von 1723 und das Altarbild aus dem Jahr 1772 sowie die Orgel von Adam Eifert Nachfolger (1908) wurden restauriert.